# Donja Kupčina
Donja Kupčina je naseljeno mjesto u Republici Hrvatskoj u Zagrebačkoj županiji. 

## Zemljopis
Administrativno je u sastavu općine Pisarovina. Naselje se proteže na površini od 38,43 km².

## Stanovništvo
Prema popisu stanovništva iz 2001. godine u Donjoj Kupčini živi 1087 stanovnika i to u 317 kućanstava. Gustoća naseljenosti iznosi 28,29 st./km².
| broj stanovnika | 1559  | 1709  | 1736  | 1933  | 1954  | 1974  | 1974  | 2066  | 1843  | 1853  | 1697  | 1552  | 1381  | 1314  | 1087  | 974   | 881   |
|                 | 1857. | 1869. | 1880. | 1890. | 1900. | 1910. | 1921. | 1931. | 1948. | 1953. | 1961. | 1971. | 1981. | 1991. | 2001. | 2011. | 2021. |

## Spomenici i znamenitosti
- Crkva sv. Marije Magdalene
- Zavičajni muzej Donja Kupčina